# Мажестик (фильм)
«Маже́стик» (англ. The Majestic — «Величественный») (2001) — американская мелодрама с Джимом Керри и Лори Холден в главных ролях.

## Сюжет
«Маджестик» — объяснение в любви к кинематографу и история о том, как герой обретает себя, своё достоинство и цельность. История о человеке, живущем под личиной другого человека.
Голливудский сценарист Питер Эпплтон присутствует на обсуждении киносюжета. Пока остальные дискутируют и дают довольно странные идеи к сюжету, Питер погружён в свои мысли. Когда у него спрашивают, что он думает по поводу одной из деталей вновь придуманного сценария, Питер отвечает кратко и утвердительно.
Лос-Анджелес, 1951 год. В известном Китайском кинотеатре Граумана идёт «Африканская королева» с Хамфри Богартом и Кэтрин Хепбёрн в главных ролях. Питер же приходит на премьеру первого фильма по своему сценарию — «Песчаные пираты Сахары» в категории B.
В зале перед показом киноленты демонстрируется эпизод «охоты на ведьм в США» — в 1947 году «голливудскую десятку» вызвали в Комиссию по расследованию антиамериканской деятельности, занимавшейся делом о распространении коммунистических угрозы в Голливуде. Все десять кинодеятелей, отказавшись отвечать на вопросы, были внесены в чёрный список и спустя год следствия приговорены к году тюрьмы за неуважение к Конгрессу. Сейчас проходит новый этап слушаний по теме «Красные, вон из Голливуда!»
Эпплтон встречается со своей девушкой, актрисой Сандрой Синклер, сыгравшей дебютную роль в «Песчаных пиратах Сахары».
Приехав на следующее утро в офис, Эпплтон обнаруживает его пустым. Секретарша Луиза говорит, что всем дали выходной в связи с идущим следствием, новый сценарий Питера забрали, а она не должна с ним разговаривать, после чего спешно уходит.
Юрист студии и агент Эпплтона, Лео, обсуждают с Питером его прошлое. Выясняется, что, сам того не подозревая, Питер дружил с коммунистами и участвовал в их собраниях, так как ухаживал за девушкой во время обучения в колледже, в который поступил по Закону о военных сразу после войны. После фразы Питера, что он не политик и демократы и коммунисты ему на одно лицо, один из юристов советует ему внимательно следить за тем, что он говорит. Лео сообщает, что студия сегодня расторгла с ним договор в связи с обвинением в коммунистическом заговоре, но в чёрный список он ещё не попал. Фильм «Прах к праху» по его сценарию снят с производства. Питер согласен дать показания на заседании Комиссии по расследованию антиамериканской деятельности Конгресса США и сказать всё, что комиссия захочет услышать, так как дорожит карьерой.
Эпплтон собирает вещи и в сопровождении двух полицейских покидает студию.
Питер напивается в баре. Он обсуждает с барменом Джерри проверку ФБР сценария «Прах к праху» на предмет наличия марксистской пропаганды. Он называет сценарий «мои „Гроздья гнева“, моя попытка сделать что-то» (именно его обсуждали в начале фильма). Это был его шанс перейти из фильмов категории B в А. Сэнди бросила его. Питер доплачивает Джерри, так как тот отважился заговорить с ним об этом, а Джерри беспокоится, что пьяный Питер сядет за руль.
Эпплтон общается с игрушечной обезьяной, не замечая, как край его плаща застревает в двери автомобиля. По пути через мост из-за появившегося впереди опоссума Питер пробивает деревянное заграждение. Машина не заводится. Ввнезапно наступает ливень. Машина скользит по скользким доскам, балансируя у края моста. Тщетно зовя на помощь, Питер пытается выбраться, но дверь не открывается. Автомобиль падает в реку. Эпплтон высвобождается из плаща и всплывает. Питер, подхваченный потоком, налетает на опору, бьётся головой и теряет сознание.
Выброшенный на берег, Питер приходит в себя, облизанный псом. Его обнаруживает и сопровождает пожилой джентльмен Стэн Келлер (Джеймс Уитмор). У Эпплтона на виске оказывается большая ссадина. Он не помнит, как здесь очутился. Стэну кажется, что он его знает. Они доходят до ещё спящего городка, где на витрине одного из домов Питер замечает фотографии двух молодых людей. Стэн объясняет, что это Джо и Уилли, сыновья Эрни Коула, местного аптекаря и мэра, погибшие на войне в Италии и Бельгии. Она забрала жизни 62 жителей, в одной Нормандии погибло 17. Город получил письмо от президента Рузвельта и был награждён мемориальным памятником, но жители так и не установили его, и он пылится в подвале муниципалитета.
Стэн отводит Эпплтона в кафе к Мейбл, которая «творит чудеса с яйцами». Её муж погиб на Окинаве. Питер жадно ест, а Стэн шутит, не хочет ли тот установить новый рекорд в скорости по потреблению пищи. Мэри также подмечает, что ей знакомо лицо Питера. В кафе приходит доктор Стентон, берёт счёт Питера на себя и осматривает того в кабинете. Он просит помощницу позвонить шерифу и тоже замечает, что будто бы знает Эпплтона.
Прибывает шериф Сесил Колмэн. К нему подбегает Гарри Тримбл и говорит, что узнал в незнакомце некоего Люка. Шериф допрашивает Эпплтона. Питер говорит, что ничего не помнит до пробуждения на берегу. В кабинет заходит Гарри, внимательно осматривает Питера и говорит, что он его сын Люк, обнимает его и плачет.
Шериф отвозит Гарри и «Люка» домой. Они приезжают к заброшенному кинотеатру «Мажестик». В квартире над ним живёт семья Трибмл. Гарри говорит, что «Люка» не было девять с половиной лет. Гарри показывает «Люку» его детские фотографии. Его мать умерла. Гарри закрыл кинотеатр, так как после войны люди стали редко ходить туда. Пока Гарри готовит кофе, Питер засыпает. Гарри смотрит на выставленную на витрине фотографию сына, поразительно похожего на Питера, снимает флажок «Служу Родине» и не может сдержать слёз.
Днём следующего дня Гарри знакомит Питера с бывшими работниками кинотеатра — продавщицей Айрин Тарвелингер и билетёром и «мастером на все руки» Эмметом Смитом. Они решили вновь открыться. Питер не разделяет оптимизм Гарри. Одно время кинотеатр посетили Чаплин, Китон, Ллойд, Джеймс Стюарт. Питер говорит, что из-за потери памяти «Мажестик» теперь ничего не значит для него.
Гарри и Питер посещают кладбище. Гарри рассказывает о погибших солдатах, открывает ячейку с наградами возле одной из могил и вешает Медаль Почёта Питеру на шею — Альберт Лукас Тримбл получил награду за доблесть и мужество по спасению 8 раненых с поля боя во Франции 9 июня 1944 года посмертно, так как пропал без вести через месяц близ Сен-Ло.
Гарри и Питер встречают на улице мэра города Эрни Коула.
Тем временем доктор Стентон встречает на станции свою дочь Адель, сдавшую экзамен на адвоката. Доктор сообщает о возвращении Люка.
Город обсуждает в кафе Мейбл прошлые времена. Все замолкают, когда приходит Адель. Оба идут в муниципалитет и спускаются в подвал, где Питер видит памятник «В память о сыновьях Лоусона», где присутствует имя и Люка Тримбла. С людьми, чьи имена написаны на памятнике, Люк и Адель учились в одной школе. Затем пара идёт к берегу моря, где Адель рассказывает, как в 11 лет решила стать юристом после просмотра фильма «Жизнь Эмиля Золя». Питер вспоминает этот фильм, что удивляет обоих. Оба бегут на маяк, где Адель вспоминает первый поцелуй в 14 лет. Внезапно Адель начинает икать и сообщает, что они хотели пожениться после возвращения Люка с войны и у них была помолвка. Адель целует Питера.
Питер возвращается в кинотеатр и слышит музыку из подвала. Спустившись, Питер узнаёт, что тут живёт Эммет, ветеран Первой Мировой войны. Тот говорит, что ему нужны новые часы, чтобы сеансы начинались вовремя. Он забыл, куда положил разбившиеся старые вместе с Медалью за храбрость во Второй Мировой войне. После войны он многое стал забывать.
В Голливуде прокурор Конгресса (Боб Балабан) читает сценарий Эпплтона «Прах к праху» и критикует его. Выясняется, что Питера не видели уже пять дней. Его считают коммунистическим шпионом. Люди считают, что коммунисты или убили, или вывезли его. Двоим агентам необходимо найти и доставить пропавшего сценариста.
Питер навещает дом Стентонов. В честь возвращения Люка проходит празднество. Питер и Адель танцуют. Доктор Стентон и Гарри обсуждают, где Люк мог быть все эти десять лет. Доктор высказывает предположение, что тот мог всё это время жить другой жизнью. Неизвестно, какой из них Люк будет жить, когда к нему вернётся память. Мэр Коул произносит речь, затем его сменяет Айрин Тарвелингер, обучавшая Люка игре на пианино. Питера приглашают сыграть снова. Айрин предлагает сыграть «Венгерскую рапсодию № 2» Ференца Листа и начинает первая. Неожиданно Люк тоже начинает играть, но совсем другую мелодию — джазовую. Сначала все удивляются, но затем начинают танцевать в такт. Айрин недовольна, а Эммет говорит, что это он научил Люка этой мелодии. После окончания праздника Адель и Питер целуются на прощание.
По дороге домой Питер встречает Боба Леферта, с которым Люк ушёл на войну в один день, носящего протез на правой руке и работающего поваром в кафе у Мейбл. Тот говорит, что он не Люк, так как тот доставал его, хотя не был плохим человеком, а теперь он другой. Питер спрашивает, почему тот не стал танцевать с Мейбл на празднике и оскорбляет его, за что Боб бьёт Питера.
Питер видит, как Эммет смотрит немой фильм о войне. Он заходит в проекторную к Гарри. Тот говорит, что это был первый фильм, который они показали в 1925 году. Миссис Тримбл он нравился, и Гарри купил копию, которая стоила месячной выручки кинотеатра. Питер впервые называет Гарри папой.
На следующее утро Питер будит Гарри, чтобы заняться восстановлением здания. Они идут к мэру, который самолично пропускает их без очереди. Питер просит выделить стройматериалы, на что все согласились. Начинаются работы, к которым подключаются горожане. Питер покупает часы, дав расписку на бесплатное годовое посещение кинотеатра владельцу магазина Стэну Келлеру — тому самому пожилому джентльмену, который нашёл его на берегу.
Тем временем на одном из берегов мальчики обнаруживают сначала обезьяну Питера, а затем — его автомобиль. Прибывает ФБР. Агент осматривает бумажник Питера. Гарри читает об обнаружении машины некого пропавшего коммуниста в газете, но не придаёт этому значения. Вскоре строительство «Мажестика» завершается. Адель и Питер целуются на фоне яркой вывески.
Горожане собираются, чтобы почтить память погибших у установленного перед муниципалитетом памятника.
На открытии кинотеатра решают показать «Американца в Париже». Питер дарит Эммету часы. Перед входом собирается большая очередь. Первым посетителем оказывается мэр с женой. Питер продаёт билеты.
Идёт показ «Трамвая «Желание». Питер обслуживает Боба, посетившего сеанс с Мейбл.
Зрители смотрят «День, когда остановилась Земля». Адель показывает Питеру документ о своём принятии в Коллегию адвокатов штата. Целующиеся силуэты видны на фоне экрана.
Питер протирает вывеску «Песчаных пиратов Сахары», который он сам же и снял до того, как потерял память. Смотря тот же эпизод, что когда-то с Сандрой Синклер с Голливуде, тот начинает что-то вспоминать и цитировать фильм до того, как фразы скажут персонажи. Неожиданно он вспоминает своё прошлое, увидев собственное имя в постере.
Тем временем в проекторной Гарри неожиданно становится плохо и он не успевает поменять бобину. Фильм обрывается. Придя в себя, Гарри сожалеет, что не сумел сделать это.
У Гарри произошёл обширный инфаркт. Питер заходит к нему, но Гарри продолжает думать только о бобине и сожалеет, что не увидит концовку фильма. Питер говорит, что в конце фильма добро побеждает, на что Гарри отвечает, что оно всегда одерживает верх над злом. Гарри рад, что умирает в собственной постели, зная, что его сын жив. Питер не решается сказать умирающему правду, и говорит только то, что любит отца. Со словами «Стало намного светлее…» Гарри умирает. Питер рыдает.
Питер присутствует на похоронах, где его фотографируют агенты ФБР. Питер признаётся Адель, что вспомнил своё прошлое. Адель говорит, что знала об этом с самого начала, но хотела, чтобы он был Люком. Она не хочет знать, как на самом деле зовут «Люка», и убегает. В это время в город приезжает ФБР под конвоем. Они хотят вручить ордер Питеру, говоря шерифу, что он не Люк Тримбл. Представитель Конгресса даёт Питеру повестку комиссии по расследованию антиамериканской деятельности для дачи показаний о коммунистических заговорах.
В участке Питеру говорят, что он будет арестован, если не уедет из Лоусона. Приехавший бывший агент Эпплтона Лео советует тому не нарушать закон. Шериф Сесил Колмэн не может поверить в услышанное. У выхода из здания ждут горожане. Они расстроены, молча и с осуждением смотрят на Питера, после чего расходятся. Вечером Питер в последний раз посещает кинотеатр. Лео обнадёживает его по вопросу обвинения. Он даёт Эпплтону бумагу с признанием и списком имён других «коммунистов», которых Питер не знает, но на которых якобы доносит. Лео говорит, что либо Питер играет по правилам комиссии, либо комиссия уничтожит его. Питер сообщает Эммету, что уезжает завтра, и сообщает, что он не Люк. Эммет отвечает, что знал об этом с тех пор, как услышал игру Питера на празднике — Люк любил классику, но не умел играть джаз. Питер отдаёт тому ключ от кинотеатра.
Уходя, Питер встречает Адель у могилы Люка. Он просит у неё прощение и сообщает, что готов признаться во всём, хотя не является коммунистом. Эти слова шокируют Адель и та указывает на презумпцию невиновности На слова Адель, что Люк бы боролся на его месте, Питер отвечает, что он не Люк. Пока Люк воевал и спасал жизни, Питер служил интендантом в форте, так как не хотел погибать. Адель разочаровывается в Питере.
На станции Питера уже ждут Лео и двое агентов ФБР. Отец Адель, доктор Стентон, передаёт от неё конверт. Открыв его в поезде, Питер обнаруживает Конституцию США, подаренную девушке Люком, и письмо к ней до того, как тот отправился на фронт (показывается флешбэк, как Люк пишет его в бараке).
Питера вызывают в зал слушаний. Множество камер запечатлевает его. Питера забрасывают вопросами журналисты, но тот молчит. Горожане Лоусона смотрят прямую трансляцию слушания. Председатель комиссии призывает к порядку. Питер даёт клятву перед судом говорить только правду. Прокурором выступает Элвин Клайд, обвиняющий Питера в том, что тот изображал из себя Люка Тримбла. Также он заостряет внимание на обстоятельствах исчезновения Эпплтона, произошедшего после того, как он узнал об обвинении. На оправдания Эпплтона, что тот потерял память, зал отвечает смехом. Питеру демонстрируется документ коммунистического общества «Хлеб вместо пуль» от 3 октября 1945 года, в котором стоит подпись Эпплтона. Тот обращает внимание на 36 строку, где стоит подпись Люсиль Энгстром, ради которой он посещал собрания. На вопрос Клайда о том, как можно ходить на подобные собрания ради девушки, Эпплтон парирует, что прокурор должен знать, что такое девушки. Слушатели смеются. Питер говорит, что в то время был очень озабочен, поэтому ходил туда, чем вновь смешит зал. Элвин хочет задать ещё несколько вопросов, но конгрессмен не видит в них нужды. Эпплтон начинает зачитывать своё заявление, но мнётся, просит воды, говорит адвокату, что не может это сделать. Тот говорит, что в таком случае он попадёт в тюрьму за неуважение к Конгрессу. Эпплтон откладывает заявление и начинает говорить самостоятельно — о нетвёрдых убеждениях, об отсутствии у себя мужества, что на его месте Люк Тримбл сказал бы, что сейчас перед ним не та Америка, за которую он погиб — она зла и жестока. В зале начинается волнение, председатель лишает Питера слова, но тот продолжает говорить. Адвокат Келвин пытается убедить суд, что Эпплтон не отдаёт отчёт в сказанном из-а эмоционального потрясения и пытается обратиться к пятой поправке Конституции, Питер останавливает его и зачитывает первую поправку — «Конгресс не принимает законы, запрещающие законы вероисповедания, свободу печати и права человека обращаться в правительство с требованием о возмещении ущерба.» Конгрессмен недоволен, прокурор говорит ему не мешать топящему себя Эпплтону. Питер говорит, что никто не может пересматривать контракт в виде Конституции. В ответ на очередные слова председателя о том, что он лишается слова, Питер показывает ему Медаль Почёта Тримбла, который, как многие, в том числе жители Лоусона, заплатили за Конституцию кровью. У горожан городка выступают слёзы на глазах. Закончив, Эпплтон уходит под крики и удары молотка председателя, хотя не был отпущен. Зал аплодирует ему, а конгрессмен Дойл в смятении замолкает, после чего говорит что-то подошедшему представителю. Конгрессмен передаёт слова адвокату.
В машине адвокат говорит, что Конгресс невольно сделал из Эпплтона героя, и теперь не хочет вдобавок делать мучеником, посадив в тюрьму. Он сказал, что представители готовы на сделку — им подойдёт любое имя, сказанное Питером, та же Люсиль Энгстром-Хиршфилд, продюсер студии «CBS». Председатель Дойл благодарит Питера за содействие, так как комиссия уже шесть месяцев назад узнала о связях Люсиль с коммунистами. Питер восстановлен на студии, его фильм снова в производстве.
Повторяется сцена из начала фильма. Идёт обсуждение киносюжета, только теперь Питер говорит, что предложенный ему сценарий — идиотская идея. Он уходит и отправляет телеграмму Адель, что он едет в Лоусон вернуть ей Конституцию. На вокзале Питера радостно встречают горожане, играет оркестр. Толпа замолкает, когда Адель спрашивает, какой вопрос Питер хотел задать ей. Он говорит, что забыл, и целует её. Горожане аплодируют им.
Питер снова продаёт билеты. В финальном кадре демонстрируются фотографии свадьбы, семейной жизни молодых людей, у которых родился сын, и радостных и обнимающихся Гарри и Питера на фоне «Мажестика».
| Актёр          | Роль                                    |
| -------------- | --------------------------------------- |
| Джим Керри     | Питер Эпплтон / «Люк Тримбл»            |
| Лори Холден    | Адель Стентон                           |
| Боб Балабан    | Элвин Клайд                             |
| Брент Бриско   | шериф Сесил Колмэн                      |
| Джеффри ДеМанн | Мэр Эрни Коул                           |
| Аманда Детмер  | Сандра Синклер                          |
| Аллен Гарфилд  | Лео Кубельски                           |
| Хэл Холбрук    | конгрессмен Дойл, председатель Комиссии |
| Мартин Ландау  | Гарри Тримбл                            |
| Рон Рифкин     | Кевин Баннерман                         |
| Джеймс Уитмор  | Стэн Келлер                             |